# Simforià
Simforià d'Autun (Autun, segle II - ~178) va ser un jove cristià, mort com a màrtir en temps de l'emperador Marc Aureli. És venerat com a sant per diverses confessions cristianes.
Simforià era fill d'una família senatorial de la Gàl·lia, i els seus pares es deien Faust i Augusta, que també són venerats com a sants. Sembla que van ser una de les primeres famílies cristianes d'Autun. La tradició diu que Simforià era un estudiant a Autun quan va veure una professó de la deessa Cíbele que sortia pes carrers el dia de la seva festivitat, conduïda dalt d'un carro, i el públic s'inclinava i l'adorava al seu pas. A la cerimònia hi participava el governador de la província, Heracli, que va veure que Simforià no s'inclinava davant de Cíbele, i li va ordenar que adorés a la mare de tots els déus. Simforià s'hi va negar, i va dir que només adorava a l'únic déu vertader, i va demanar una maça per destruir l'ídol pagà. Heracli es va sorprendre fins que va entendre que era cristià.
Com que era de família noble, el governador el va fer assotar i el va tancar a la presó, per veure si se'n penedia de la seva actitud. Uns dies més tard, va ser portat de nou davant d'Heracli, que el va voler subornar oferint-li un càrrec a l'exèrcit, però al no poder convèncer-lo el va condemnar a morir decapitat. Va ser portat al lloc de l'execució, fora de la ciutat. A les muralles hi havia la seva mare, Augusta, a qui la multitud havia deixat passar per situar-se en un bon lloc. Des d'allà va animar al seu fill, i li va dir que la mort el portaria a la vida eterna.
El seu cos, recollit per altres cristians, va ser enterrat prop d'una font. Cap a l'any 450, s'aixecà una basílica al lloc del martiri, i després un monestir que va contribuir a estendre'n el culte. La ciutat de Tours el va venerar especialment. A l'època dels merovingis, Simforià era un dels sants nacionals, com Dionís de París o Privat de Mende, celebrat la vigília de la festivitat de Simforià, el 22 d'agost. Les relíquies són avui a una capella de la catedral de Saint-Lazare d'Autun. És el sant protector contra les cataractes oculars.

## Referències

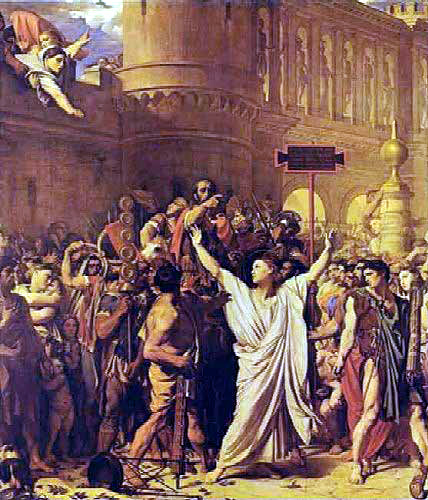
Martiri del sant, per J. A. Dominique Ingres
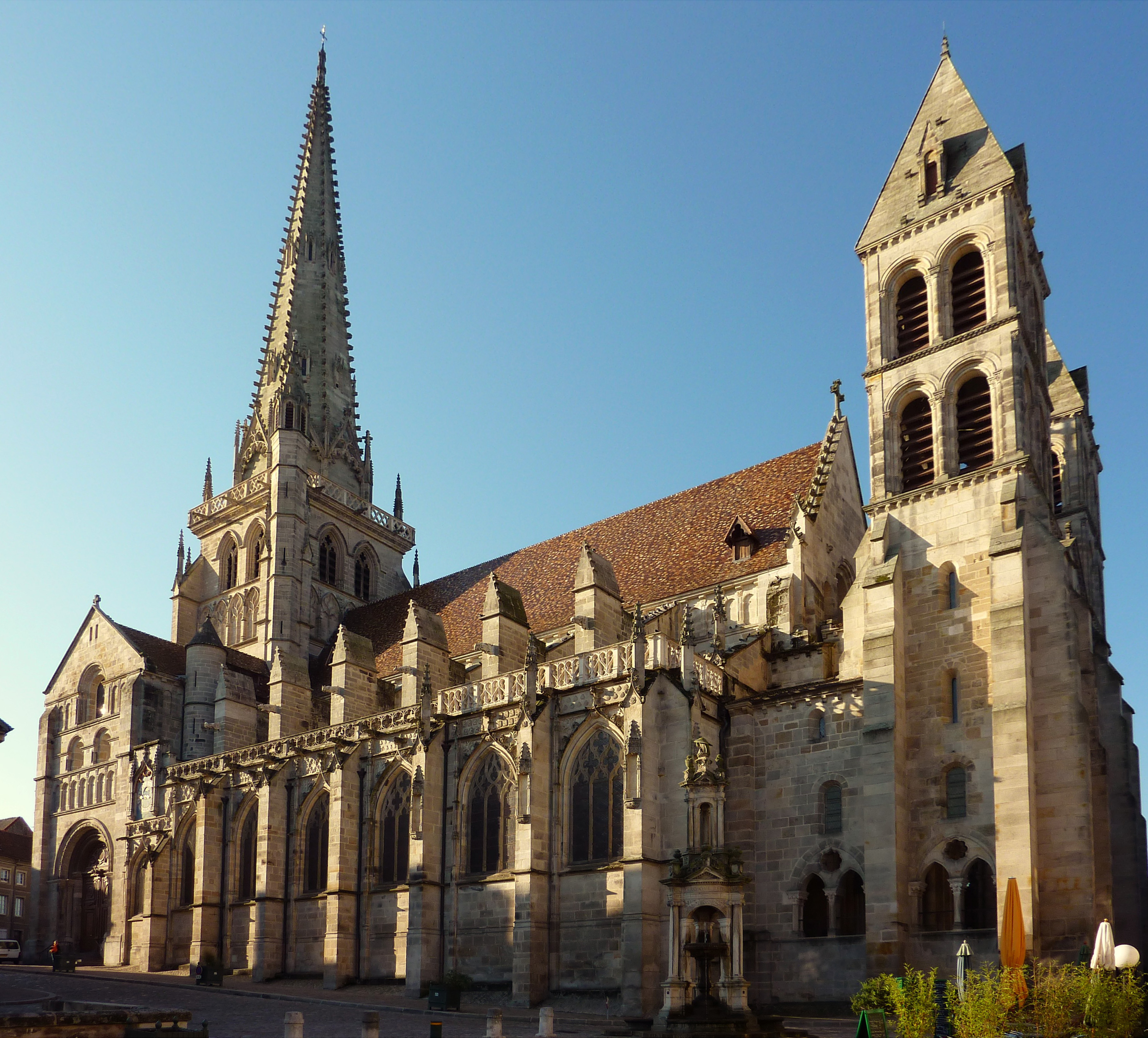
Catedral d'Autun, lloc d'enterrament de Simforià
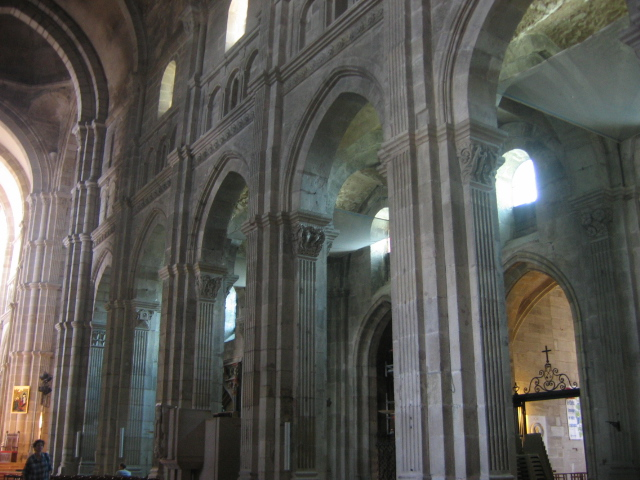
Catedral d'Autun